# Bruce Bagemihl
Bruce Bagemihl (...) è un biologo e linguista canadese, noto per i suoi studi sui comportamenti omosessuali in natura e per aver teorizzato il concetto di "esuberanza biologica".

## Carriera
Ha conseguito nel 1988 il dottorato di ricerca in linguistica presso l'Università della Columbia Britannica, dove ha in seguito insegnato linguistica e scienze cognitive.
È inoltre autore di numerosi saggi e articoli scientifici riguardanti temi come il linguaggio, la biologia, il genere e la sessualità.

## Esuberanza biologica
Nel 1999, dopo 9 anni di ricerche sui comportamenti omosessuali nel regno animale, Bagemihl pubblica il libro "Esuberanza biologica: omosessualità animale e diversità naturale", considerato alla sua uscita l'opera più completa sull'omosessualità nel mondo animale.
Nel libro vengono citati numerosi studi (basati sull'osservazione di oltre 450 specie animali) che mostrano come comportamenti omosessuali e bisessuali siano comuni in molte specie animali, e viene proposta una teoria del comportamento sessuale nella quale la riproduzione è sì una delle principali funzioni biologiche, ma non l'unica. Bagemihl afferma infatti che vi siano altre importanti funzioni del comportamento sessuale, tra cui la coesione di gruppo e la diminuzione delle tensioni, osservate ad esempio tra i bonobo.
Il libro è stato inoltre citato davanti alla Corte suprema degli Stati Uniti d'America dall'American Psychiatric Association e da altri gruppi durante  Lawrence contro Texas, caso decisivo che ha dichiarato incostituzionali le leggi sulla sodomia negli Stati Uniti, secondo le quali i rapporti tra omosessuali costituivano reato.